# J. Y. Park
Pour les articles homonymes, voir JYP.
Park Jin-young (en Hangeul: 박진영), connu sous le nom de J. Y. Park ou JYP, est un chanteur et auteur-compositeur sud-coréen, né le 13 décembre 1971 à Séoul. Il est le fondateur et l'actuel directeur artistique du label JYP Entertainment, considéré comme étant l'une des plus grandes maison de disques de Corée du Sud.

## Biographie
Park Jin-young fait ses débuts musicaux en 1992 en tant que membre du boys band Park Jin Young and the New Generation, aux côtés de Cho Hye-sung et Yoon Tae-jin. Leur premier album Floating time (떠도는 시간) ne rencontre pas de succès et Park Jin-young débute en solo deux ans plus tard avec son album Blue City.
En mai 1997, J.Y. Park fonde son propre label Tae-Hong Planning Company (대홍기획) dont le nom changera pour JYP Entertainment en avril 2001. L'année du lancement du label, Park Jin-young est chargé par EBM (maintenant SidusHQ) de préparer les cinq membres d'un nouveau groupe à leurs débuts. Le groupe sera baptisé g.o.d et sera lancé deux ans plus tard avec Park Jin-young comme producteur. Le succès du groupe en tant que l'un des plus populaires et les plus vendus du pays au début des années 2000 établira la réputation de Park Jin-young en tant que hit makers (faiseurs de tubes),.
En 2004, J.Y. Park s'aventure dans l'industrie musicale américaine pour s'essayer à la production de musiques pour des artistes américains. C'est alors qu'il écrit et produit des chansons pour Will Smith, Mase et Cassie, devenant ainsi le premier producteur asiatique à accomplir cet exploit.
En fin d'année 2019, il réalise en Corée du sud une série de concerts intitulés NO.1 X 50 Songs by JYP Nation, où il interprète 54 grands titres de son label et raconte l'histoire de leur création.

## Vie personnelle
Il est chrétien évangélique et dirige des études bibliques hebdomadaires.

## Discographie

### Album studios
- 1994 : Blue City
- 1995 : Tantara
- 1997 : Summer Jingle Bell
- 1998 : Even After 10 Years
- 1998 : Kiss Me
- 2001 : Game
- 2007 : Back To Stage

### EPs
- 2009 : Sad Freedom
- 2012 : Spring - 5 Songs for 1 New Love
- 2013 : Halftime
- 2015 : 24/34